# توشیکازو کاتو
توشیکازو کاتو (انگلیسی: Toshikazu Kato؛ زادهٔ ۲۸ مهٔ ۱۹۸۱) بازیکن فوتبال اهل ژاپن است.
از باشگاه‌هایی که در آن بازی کرده‌است می‌توان به باشگاه فوتبال آویسپا فوکوئوکا اشاره کرد.